# Jakow Smuszkiewicz
Jakow Władimirowicz Smuszkiewicz, ros. Яков Владимирович Смушкевич (ur. 1 kwietnia?/14 kwietnia 1902 w Rakiszkach, zm. 28 października 1941 k. Kujbyszewa) – radziecki dowódca wojskowy, generał porucznik lotnictwa, Generalny Inspektor Sił Powietrznych, dwukrotny Bohater Związku Radzieckiego (1937 i 1939).

## Życiorys
Urodzony w żydowskiej rodzinie na Litwie, w 1918 wstąpił do Armii Czerwonej i do 1920 brał udział w wojnie domowej w Rosji na froncie zachodnim m.in. jako komisarz pułku strzelców. Od 1922 pracował jako oficer polityczny w Mińsku. Później przeszedł do wojsk lotniczych i został pilotem. W 1931 skończył wyższą szkołę lotnictwa wojskowego i został komisarzem brygady lotniczej stacjonującej w Witebsku, który pod jego dowództwem stał się wzorowym związkiem taktycznym lotnictwa Armii Czerwonej. XI 1936 – VI 1937 brał udział w wojnie domowej w Hiszpanii jako starszy doradca wojskowy strony republikańskiej ds. lotnictwa. Dowodził obroną powietrzną Madrytu. Za bohaterstwo wykazane podczas wojny domowej w Hiszpanii został 21 czerwca 1937 uhonorowany Złotą Gwiazdą i tytułem Bohatera Związku Radzieckiego. Po powrocie z Hiszpanii skończył podyplomowy kurs przy Akademii Wojskowej im. Frunzego w Moskwie i został zastępcą dowódcy Sił Powietrznych ZSRR Aleksandra Łoktionowa. Od 7 X 1938 członek Wojskowej Rady przy Ludowym Komisariacie Obrony ZSRR, w 1939 brał udział w bitwie nad rzeką Chałchin-Goł, za co 17 XI 1939 Prezydium Rady Najwyższej ZSRR nadało mu drugą Złotą Gwiazdę Bohatera ZSRR, a władze Mongolii nadały mu Order Czerwonego Sztandaru. W 1939 został kandydatem na członka KC WKP(b). Od 19 XI 1939 szef Sił Powietrznych Armii Czerwonej, 4 IV 1940 mianowany komandarmem 2 rangi. Był deputowanym do Rady Najwyższej ZSRR 1 kadencji (od 1937). 4 VI 1940 uchwałą Rady Komisarzy Ludowych został generałem porucznikiem lotnictwa. Od VIII 1940 generalny inspektor Wojsk Lotniczych ZSRR, od XII 1940 zastępca szefa Sztabu Generalnego Sił Zbrojnych ZSRR. 8 VI 1941 aresztowany przez NKWD pod zarzutem udziału w wojskowej organizacji konspiracyjnej, później rozstrzelany na rozkaz ludowego komisarza spraw wewnętrznych Ławrientija Berii. Dekretem Prezydium Rady Najwyższej ZSRR z 21 III 1947 pośmiertnie pozbawiony tytułu Bohatera ZSRR i wszystkich odznaczeń. W 1954 zrehabilitowany, 15 III 1957 Prezydium Rady Najwyższej ZSRR przywróciło mu tytuł Bohatera ZSRR i odznaczenia. W 1987 jego imieniem nazwano ulicę w Witebsku.

## Ordery i odznaczenia
- Złota Gwiazda (dwukrotnie)
- Order Lenina (dwukrotnie)
- Medal jubileuszowy „XX lat Robotniczo-Chłopskiej Armii Czerwonej”
- Order Czerwonego Sztandaru (Mongolia)